# Chlamydomonas dorsoventralis
Chlamydomonas dorsoventralis là một loài tảo trong họ Chlamydomonadaceae, thuộc chi Chlamydomonas.